# Andrena beameri
Andrena beameri är en biart som beskrevs av Laberge 1967. Andrena beameri ingår i släktet sandbin, och familjen grävbin. Inga underarter finns listade i Catalogue of Life.